# Карл (Џорџија)
Карл (енгл. Carl) град је у америчкој савезној држави Џорџија. По попису становништва из 2010. у њему је живело 255 становника.

## Демографија
Према попису становништва из 2010. у граду је живело 255 становника, што је 50 (24,4%) становника више него 2000. године.
| Група             | 2000.       | 2010.       |
| Белци             | 189 (92,2%) | 211 (82,7%) |
| Афроамериканци    | 6 (2,9%)    | 18 (7,1%)   |
| Азијати           | 0 (0,0%)    | 11 (4,3%)   |
| Хиспаноамериканци | 9 (4,4%)    | 10 (3,9%)   |
| Укупно            | 205         | 255         |